# عملة شينبلاستر

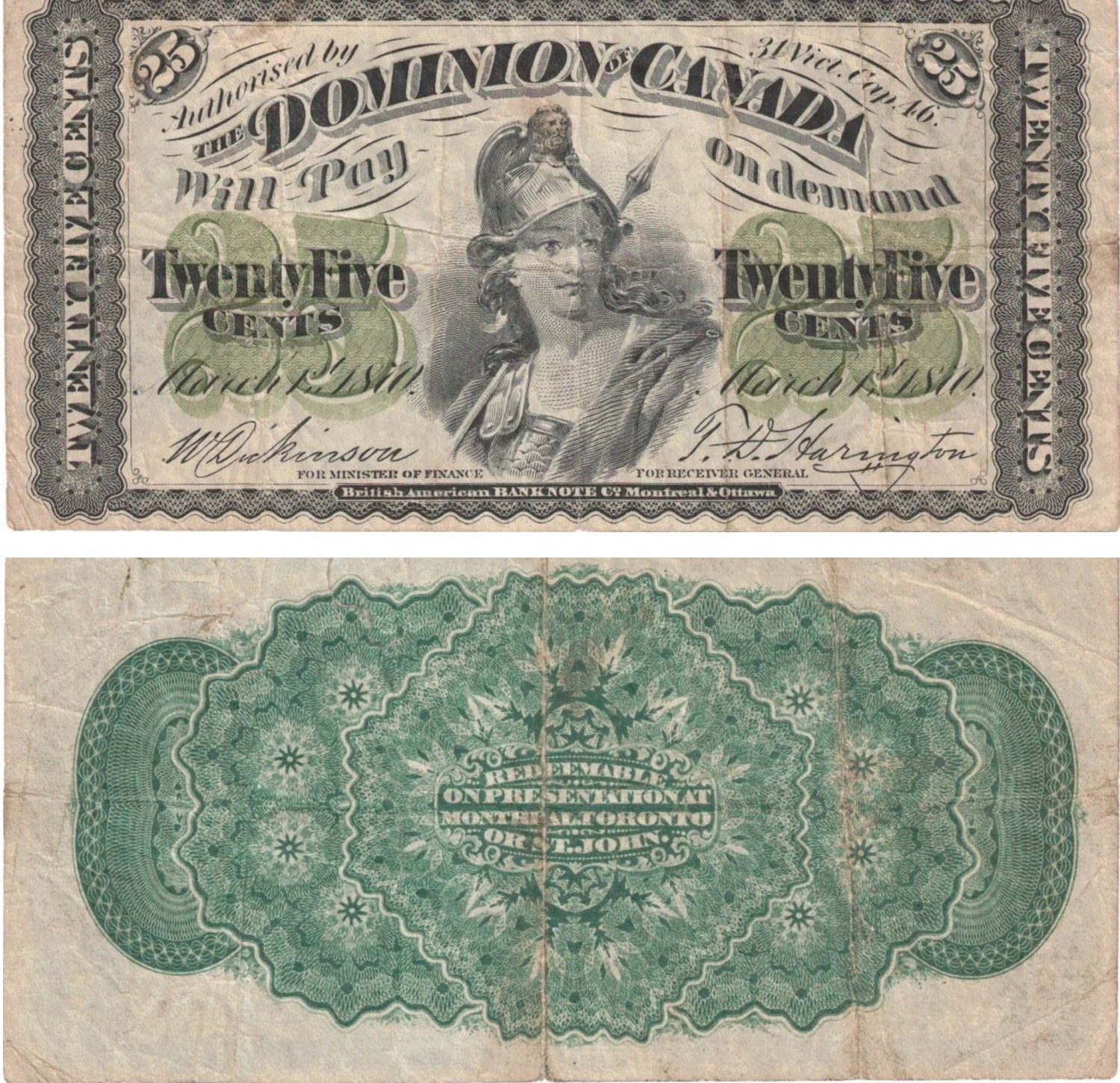
"جص قصبة الساق" الكندي فئة 25 سنتًا، من الأمام والخلف (1870)

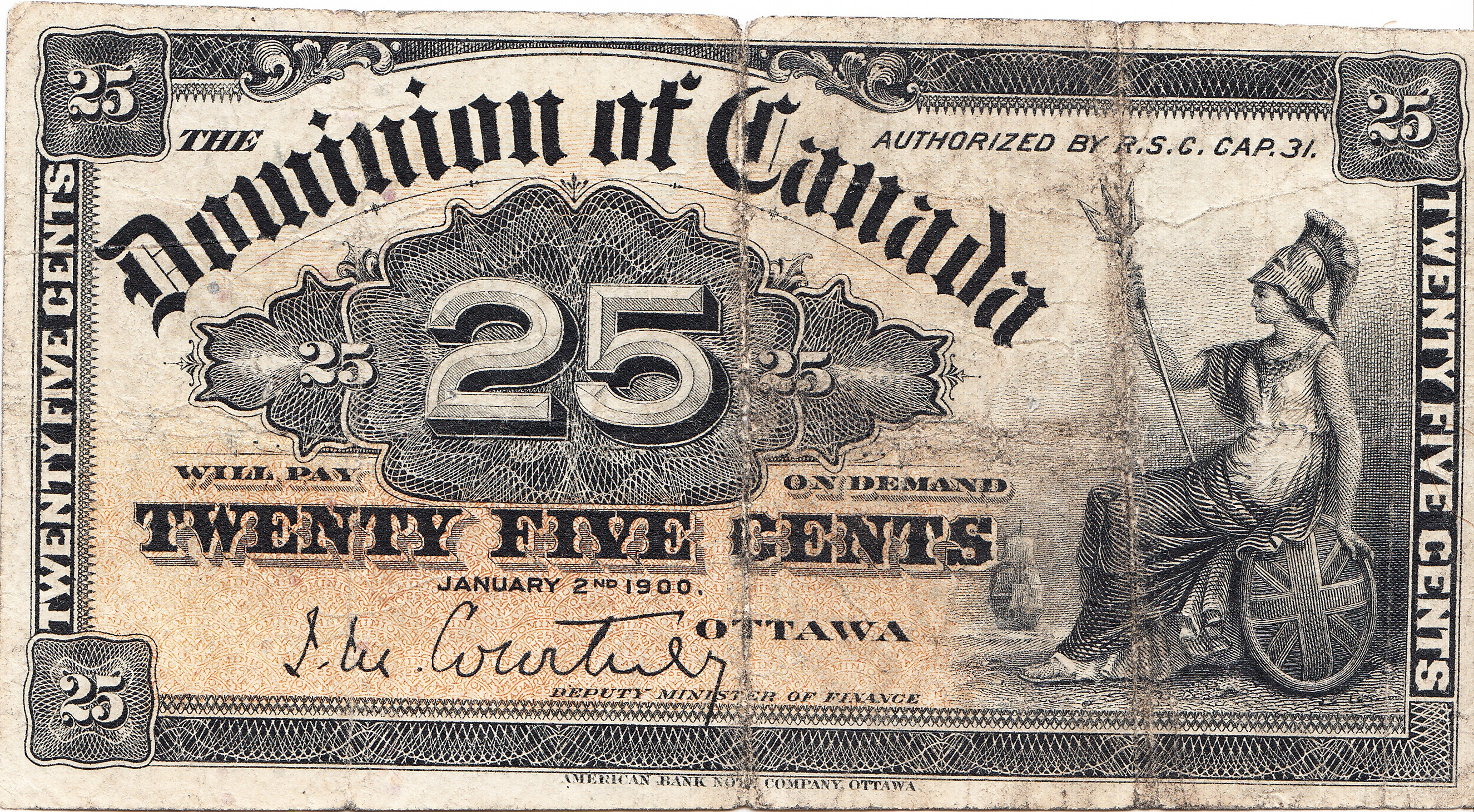
"جص قصبة الساق" الكندي فئة 25 سنتًا، الواجهة الأمامية (1900)

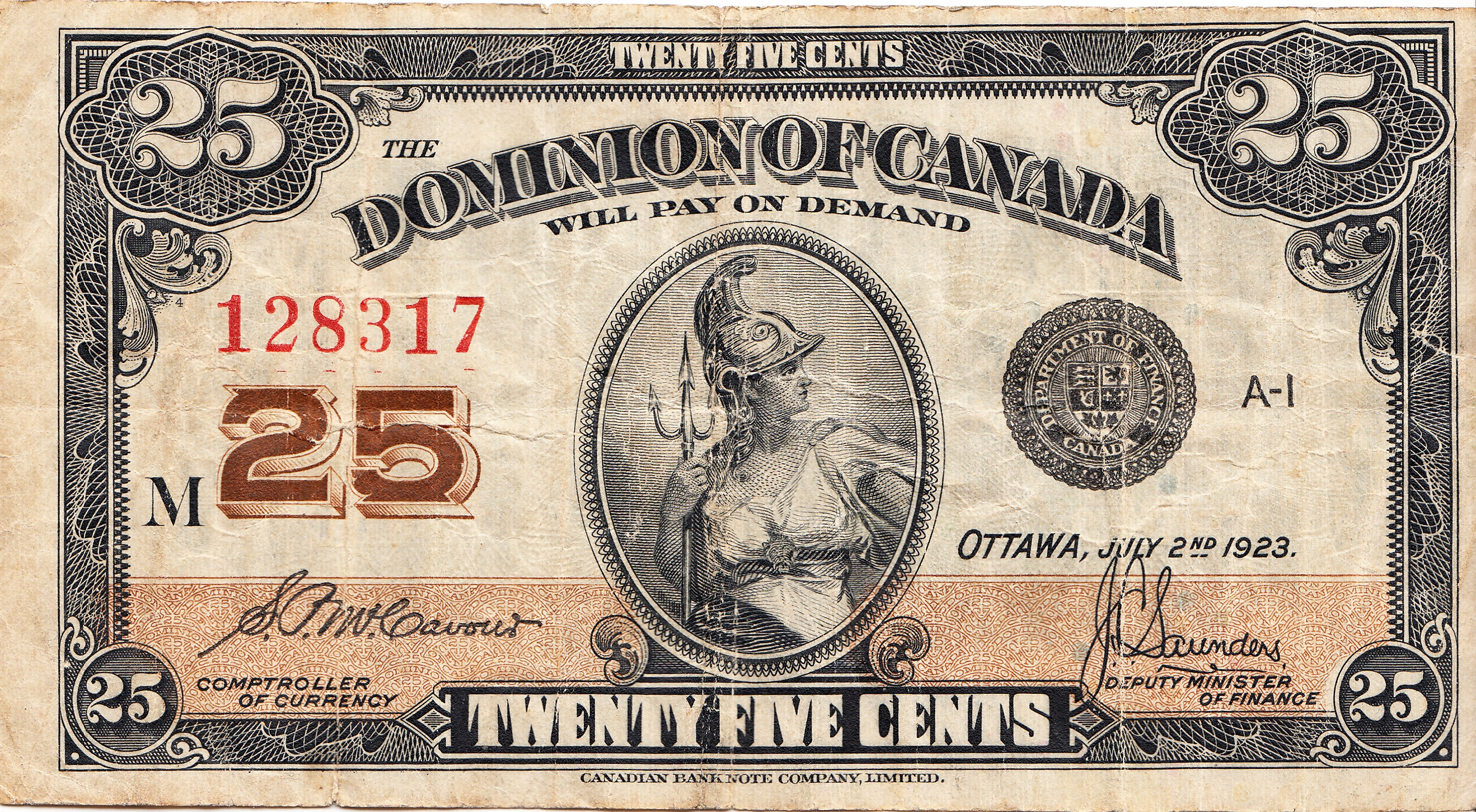
25 سنتًا كنديًا "ملصق ساق"، الواجهة (1923)

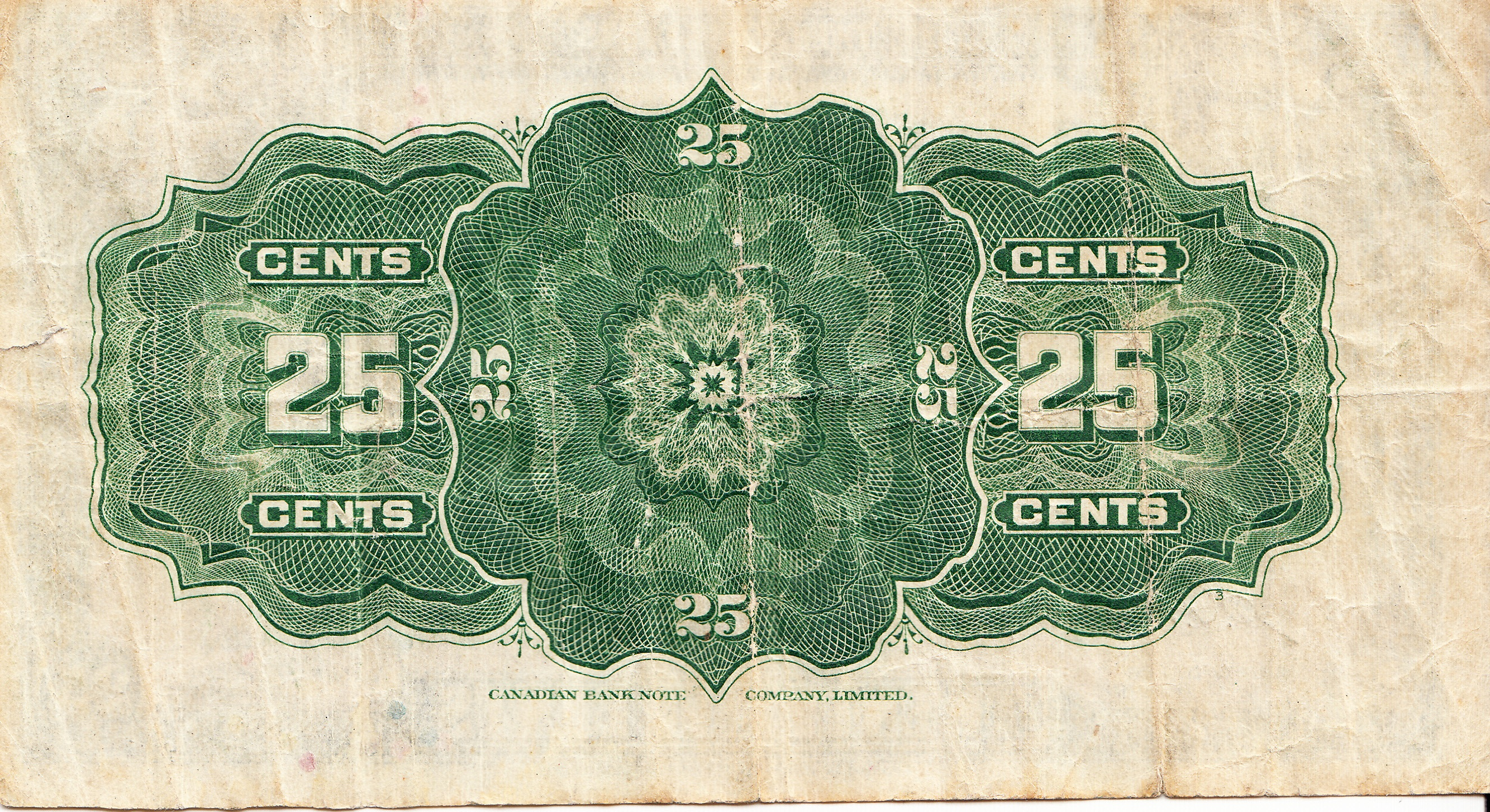
"جص قصبة الساق" الكندي 25 سنتًا، ظهر (1900 / 1923)

كان شينبلاستر عبارة عن عملة ورقية ذات فئة منخفضة، عادة أقل من دولار واحد، وكانت متداولة على نطاق واسع في اقتصادات القرن التاسع عشر حيث كان هناك نقص في العملات المتداولة. كان النقص في العملات المتداولة يرجع في المقام الأول إلى ارتفاع القيمة الجوهرية للمعدن فوق قيمة العملة نفسها. أصبح الناس متحمسين لإخراج العملات المعدنية من التداول وإذابتها للحصول على قيمتها الجوهرية الحقيقية. ولم يتبق أي وسيلة للتبادل لشراء السلع الاستهلاكية الأساسية مثل الحليب والصحف. ولسد هذه الفجوة، أصدرت البنوك عملات ورقية ذات فئات صغيرة.

## علم أصول الكلمات
بدأ استخدام مصطلح شينبلاستر أثناء الحرب الثورية الأمريكية. وكان شينبلاستر عبارة عن قطعة من الورق يضعها الجنود داخل أحذيتهم لحماية سيقانهم من الاحتكاك والطفح الجلدي (انظر الجص ). الأوراق النقدية العادية ذات الفئات المنخفضة والتي يُنظر إليها على أنها لا قيمة لها تقريبًا مقارنة بالعملة الصعبة مثل الذهب والفضة أصبحت تُعرف بهذا المصطلح.

## الولايات المتحدة
كما تُدووِلت الإصدارات الخاصة من المتاجر وإصدارات البنوك والرموز كوسيلة لإنجاز المعاملات التجارية من عام 1837 إلى عام 1861. انتشرت ملصقات شينبلاست في العديد من أجزاء الحدود الغربية أثناء منتصف القرن التاسع عشر، بما في ذلك في جمهورية تكساس استناداً لأيامها الأولى. وقد أدى اتساع نطاق هذه الأنظمة الخاصة وانعدام النزاهة والأمن إلى دفع فرانسيس سبينر -وزير الخزانة- إلى طرح فكرة جديدة. حيث قام بلصق بعض الطوابع البريدية على ورقة خزانة ومرّرها كملاحظة. ثم بدأت العملية عندما استخدم الناس العملات الورقية الخاصة والعملات البريدية كعملة قانونية لإتمام مشترياتهم المنزلية والتجارية. لقد أصبح الأمر شائعًا لدرجة أن سبينر اقترح على الرئيس لينكولن، وأقر لينكولن مشروع قانون في أبريل 1861 لسن قانون العملة البريدية. وقد أدى هذا إلى جعل العملة البريدية قانونية ومنع الكيانات الخاصة غير الحكومية من إنتاج الأوراق النقدية أو العملات المعدنية أو العملة. وهكذا،ولدت ما نعرفه بالعملات الكسرية.
تُدووِلت عملة شينبلاستر في الولايات المتحدة من عام 1861 إلى عام 1869 أثناء الحرب الأهلية وعصر إعادة الإعمار. وبما أن الكثير من العملات المعدنية بيعت إلى كندا من قبل السماسرة ثم صهرها أو إرسالها إلى إنجلترا للصهر، فقد أصبحت كندا مثقلة بالعملات الأمريكية التي بدأت تُفضل كعملة متداولة. قرر وزير المالية شراء العملات الأمريكية بسعر مناسب للغاية، حيث قاموا بضرب العملات البديلة لها في إنجلترا، وقاموا بشحن هذه العملات إلى نيويورك لحل مشاكلهم. وفي الوقت نفسه قامت الحكومة بتثبيت سعر الصرف من العملة الأمريكية إلى العملة الكندية عند 80% لتثبيط استيراد المزيد من العملات وقد نجحت. وللمساعدة في سد هذا النقص أصدرت الحكومة الكندية في عام 1870 أوراق نقدية بقيمة 25 سنتًا كقيمة ورقة نقدية واحدة. سميت الملاحظات الأولية بالسلسلة أيه وقاموا بطباعة الحرف أيه على الجانب الأيسر من الملاحظة باتجاه المركز. لقد قاموا بطباعة 2،000،000 من هذه الأوراق النقدية. في عام 1871 قاموا بطباعة 3 ملايين ورقة نقدية أخرى بقيمة 25 سنتًا من الفئة بي لمواصلة ملء هذا الفراغ ومنع العملات المعدنية الأمريكية من العودة. من عام 1869 حتى تسعينيات القرن التاسع عشر، قاموا بطباعة 300 ألف ورقة نقدية بقيمة 25 سنتًا بدون رقم لوحة عليها. لقد استخدموا لوحات أيه و بي القديمة وصقلوا الحروف ايه و بي. في بعض هذه الملاحظات يمكن رؤية بقايا الحرفين أيه وبي.
تمكنت حكومة الدومينيون من حل المشكلة الناجمة عن الاستيراد والتجارة التي خلقتها العملات الأمريكية المستوردة إلى كندا. وقاموا بطباعة أوراق نقدية إضافية بقيمة 25 سنتًا بدون رقم لوحة. وقد أدى ذلك إلى إنهاء الاستيراد وبدأ الكنديون في استخدام الأوراق النقدية الكندية لتغذية اقتصادهم.

## كندا
في كندا كان مصطلح شينبلاستر يستخدم على نطاق واسع للإشارة إلى الأوراق النقدية بقيمة 25 سنتًا والتي تدولت في أواخر القرن التاسع عشر وأوائل القرن العشرين. طبع التصميم الأول في 1 مارس 1870، و طبع التصميم النهائي لأول مرة في 2 يوليو 1923.
من المرجح أن المصطلح نشأ من ورقة نقدية بقيمة 5 شلن صدرت سابقًا (1⁄4 رطل) والتي تحمل أيضًا المصطلح الفرنسي خمسة قروش على الوجه (متحف بنك مونتريال).

## أستراليا
كانت شين بلاسترز أو "كالاباش" (كما كانت تُعرف في جنوب كوينزلاند) سمة من سمات المشاريع الرعوية الضخمة التي قام بها المستوطنون غير الشرعيين، وغالبًا ما كانت تُتداول في مدن الأدغال جنبًا إلى جنب مع العطاء القانوني وبدلاً منه. انتشرت هذه السندات الخاصة على نطاق واسع، وفي بعض الأحيان شكلت الجزء الأكبر من النقد المتداول وخاصة في أربعينيات وخمسينيات القرن التاسع عشر.
وفي بعض الأماكن شكلت هذه العملات جوهر اقتصاد متجر الشركة ( نظام الشاحنات) وتُدووِلت كعملات خاصة. حيث كانت هذه العملات في كثير من الأحيان ذات جودة منخفضة لدرجة أنه لا يمكن تخزينها، ولم يكن أصحاب المتاجر في الخارج يأخذونها حيث كانت هذه العملة تتدهور إلى درجة عدم القدرة على قراءتها قبل أن يتمكنوا من استردادها.
هناك حكايات عن أصحاب المتاجر عديمي الضمير وغيرهم الذين يخبزون أو يقدمون كالاباش بشكل مصطنع كعملة للمسافرين حتى تنهار وتصبح عديمة الفائدة قبل أن يتمكنوا من استردادها.
مع نمو التجارة والتبادل التجاري في مراكز مثل توومبا أصدرت المزيد والمزيد من القرع، وأُجبر المزيد والمزيد من التجار والمستوطنين وغيرهم من المشاركين في المعاملات على إعطاء "ورقهم" في مقابل العملات المعدنية أو كدفعة مقابل السلع والخدمات.